# Atlas neobičnih galaktika
Atlas neobičnih galaktika (eng. Atlas of Peculiar Galaxies) je astronomski katalog neobičnih galaktika autora Haltona Arpa. U atlasu je ukupno 338 galaktika. Prvi ga je objavio Kalifornijski institut za tehnologiju 1966. godine.

## Vanjske poveznice
- Amaterska promatranja galaktika (eng.)
- Earthlings stranice Paula i Liz Downinga (eng.)
- Opservatorij Grasslands, galaktike Arp (eng.)
- Slike Dicke Millera svih 338 Arp-a  Arhivirana inačica izvorne stranice od 16. kolovoza 2019. (Wayback Machine) (eng.)
- Informacije za promatranje neobičnih galaktika Arp (eng.)
- Hubbleove slike para neobičnih galaktika Arp 87 (eng.)
- Izvangalaktička baza podataka NASA-e i IPAC-a - elektronska kopija 'Atlasa neobičnih galaktika (eng.)